# Josef Kitzmüller
Josef Kitzmüller (Vienna, 21 giugno 1912 – 14 maggio 1979) è stato un calciatore austriaco, di ruolo attaccante.

## Carriera

### Club
Nella stagione 1935-1936 ha giocato nell'Admira Linz.

### Nazionale
Ha partecipato ai Giochi Olimpici di Berlino 1936, chiusi dalla sua nazionale con la vittoria della medaglia d'argento dopo la sconfitta ai tempi supplementari nella finale contro l'Italia; nel corso del torneo ha giocato nella partita vinta per 3-1 nel primo turno contro l'Egitto e contro il Perù nel turno successivo.